# Cierno-Zaszosie
Cierno-Zaszosie – wieś sołecka w Polsce położona w województwie świętokrzyskim, w powiecie jędrzejowskim, w gminie Jędrzejów.
| SIMC    | Nazwa            | Rodzaj  |
| ------- | ---------------- | ------- |
| 0240164 | Cierno-Kamieniec | kolonia |

W latach 1975–1998 miejscowość administracyjnie należała do województwa kieleckiego.